# Johnny Clegg
Jonathan Paul Clegg, més conegut com a Johnny Clegg OBE OIS (Bacup, Lancashire, Anglaterra, 7 de juny de 1953 - Johannesburg, 16 de juliol de 2019) va ser un músic, cantautor i cantant sud-africà. Amb els grups Juluka i Savuka va popularitzar la música sud-africana, i sobretot el mbaqanga. Va ser també una de les personalitats més destacades en la lluita contra l'apartheid. La seva cançó més emblemàtica i exitosa, que el revelà internacionalment el 1987, va ser "Asimbonanga", un homenatge vibrant a la figura de Nelson Mandela, aleshores empresonat durant més de vint anys.

## Infantesa
Johnny Clegg nasqué el 7 de juny de 1953 a Bacup, Lancashire, fill d'un anglès, Dennis Clegg, i d'una mare rhodesiana, Muriel (nascuda Braudo). Els avis materns de Clegg eren immigrants jueus polonesos i lituans, i quan era petit Clegg va tenir una educació jueva però laica. Els seus pares es van divorciar durant la seva infantesa, i sa mare se l'endugué a Rhodèsia (actualment Zimbabwe) i després, quan tenia 6 anys, a l'Àfrica del sud. També va passar un any a Israel quan era petitó.